# Reservoir von Saint-Ferréol

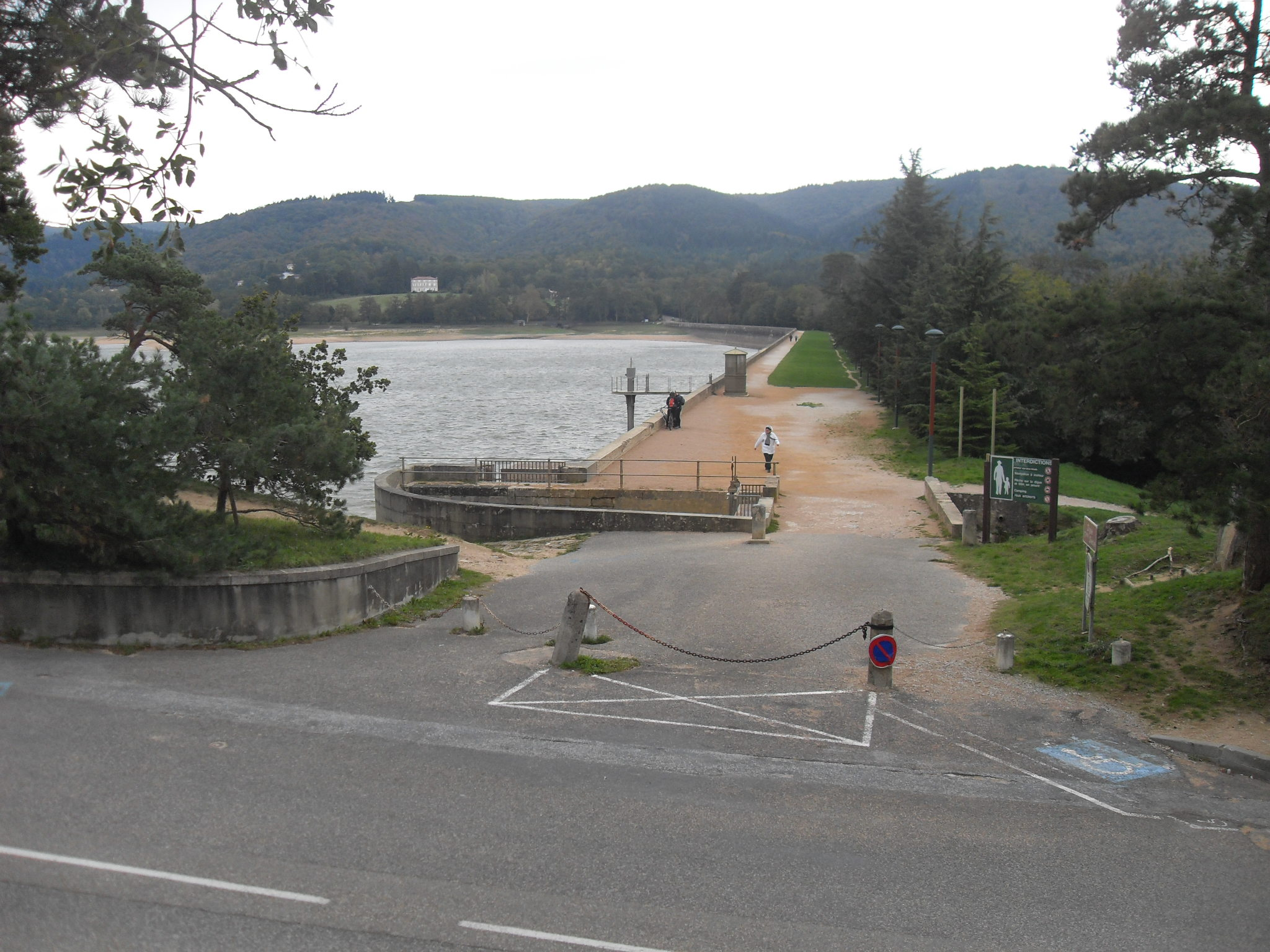
Damm der Talsperre von Saint-Ferréol

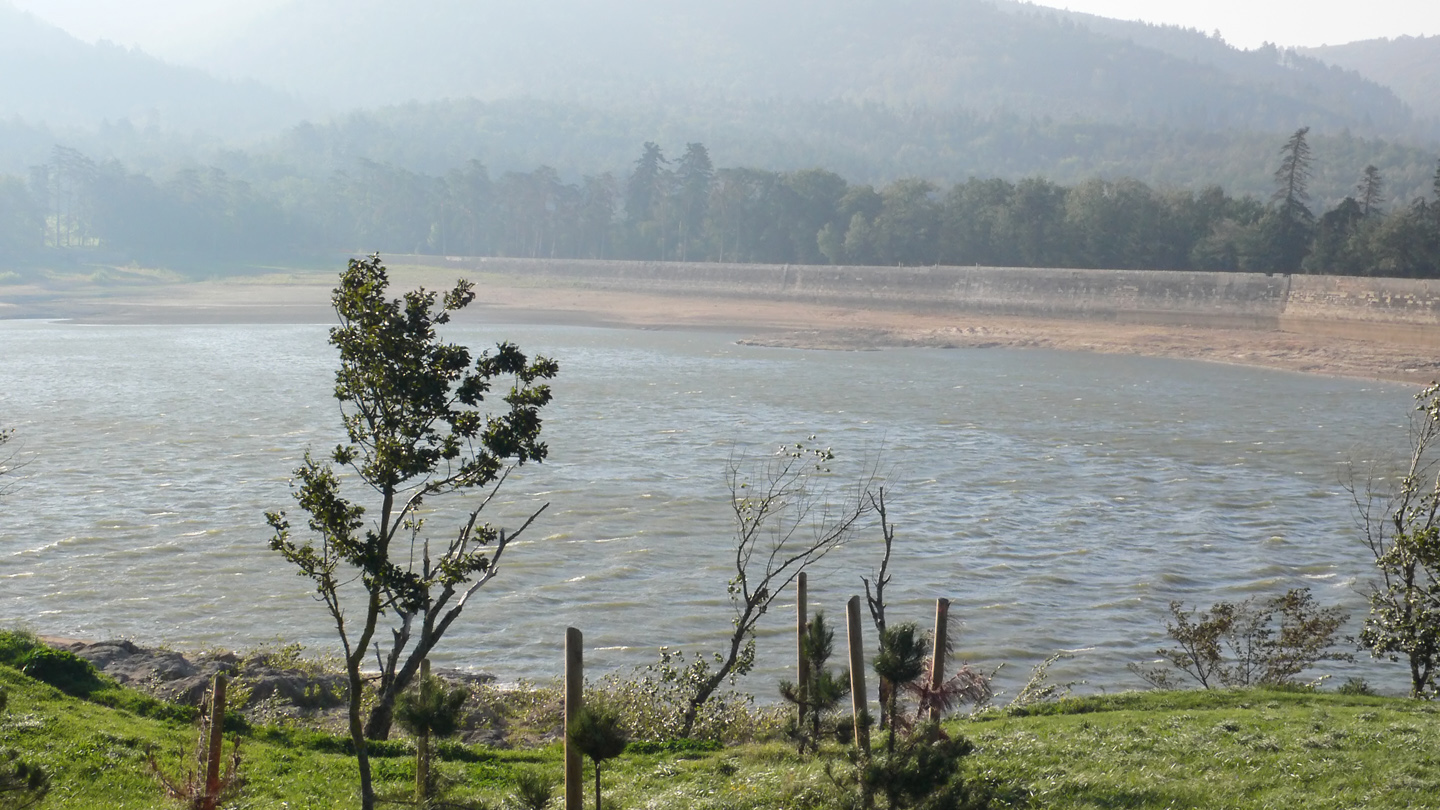
Blick über den Stausee auf den Damm

Das Reservoir von Saint-Ferréol (französisch: Bassin de St. Ferréol bzw. Barrage de Saint-Ferréol) ist eine Talsperre, die im 17. Jahrhundert zur Wasserversorgung des Canal du Midi bei der Seuil de Naurouze im Auftrag von Ludwig XIV. gebaut wurde. Die Talsperre liegt etwa 20 Kilometer von der Scheitelhaltung des Kanals, der das Mittelmeer und den Atlantik verbindet, entfernt und staut den Fluss Laudot, der das Wasser aus der ca. 30 Kilometer entfernten Montagne Noire heranführt. Architekt und Planer der Anlage und des gesamten Kanals war Pierre-Paul Riquet, Louis Nicolas de Clerville war als Ingenieur ebenfalls beteiligt.
Das Absperrbauwerk besteht aus einer Mauer, die zur Abdichtung dient, mit Anschüttungen auf beiden Seiten, die für die Stabilität sorgen, der wasserseitige Damm ist etwas niedriger. Der Staudamm war zunächst 30 Meter hoch und wurde 1685 auf 36 Meter erhöht. Er ist 780 bis 800 Meter lang und an seiner Basis 120 Meter breit. Zwischen 1667 und 1672 arbeiteten bis zu 1000 Arbeiter daran.
Von der Talsperre aus wurde eine Wasserleitung (Rigole de la Plaine) bis zur Ortschaft Naurouze gebaut, wo wenige Jahre später die Scheitelhaltung des Kanals platziert wurde.
Der Stausee speichert bis zu 6,3 Millionen Kubikmeter Wasser und ist 64 bis 67 Hektar groß. Der Wasserspiegel liegt auf 350 Metern über dem Meer. Es handelte sich damals um die größte von Menschen erbaute aktive Stauanlage der Welt. Der Damm war ca. 200 Jahre lang auch der höchste Erddamm der Welt. Heute zählt er mit dem Canal du Midi zum UNESCO-Welterbe.
Unterhalb des Staudamms gibt es in den Jardins du Canal du Midi eine Fontäne, die aus dem See gespeist wird. Sie ist 30 Meter hoch. Unmittelbar an der Mauer gibt es im ehemaligen Haus der Ingenieure das Musée du Canal du Midi.